# Schaduwspits
Schaduwspits is een speler die vaak achter de spits speelt. Hij speelt als het ware tussen twee linies in (middenveld en aanval). Hij zorgt er vaak voor dat de aanvoer voor de spits goed genoeg is, en moet beschikken over een goede techniek.
Het idee werd begin jaren 70 geïntroduceerd door Rinus Michels, de trainer van Ajax, om extra druk op de tegenstander te kunnen zetten. Michels wisselde toentertijd dan ook regelmatig een verdediger voor een extra aanvaller.
De positie wordt vaak ingevuld bij het hockey en voetbal.

## Bekende (ex-)schaduwspitsen
Hieronder staan bekende (ex-)schaduwspitsen. De spelers in het vet zijn nog actief als voetballer.
- Dennis Bergkamp
- Manuel Rui Costa
- Johan Cruijff
- Kaká
- Jari Litmanen
- Diego Maradona
- Thomas Müller
- Luc Nilis
- Pelé
- Alessandro Del Piero
- Michel Platini
- Raúl
- Ronaldinho
- Cristiano Ronaldo
- Francesco Totti
- Juan Carlos Valerón
- Paulo Dybala
- João Félix